# Íránistika

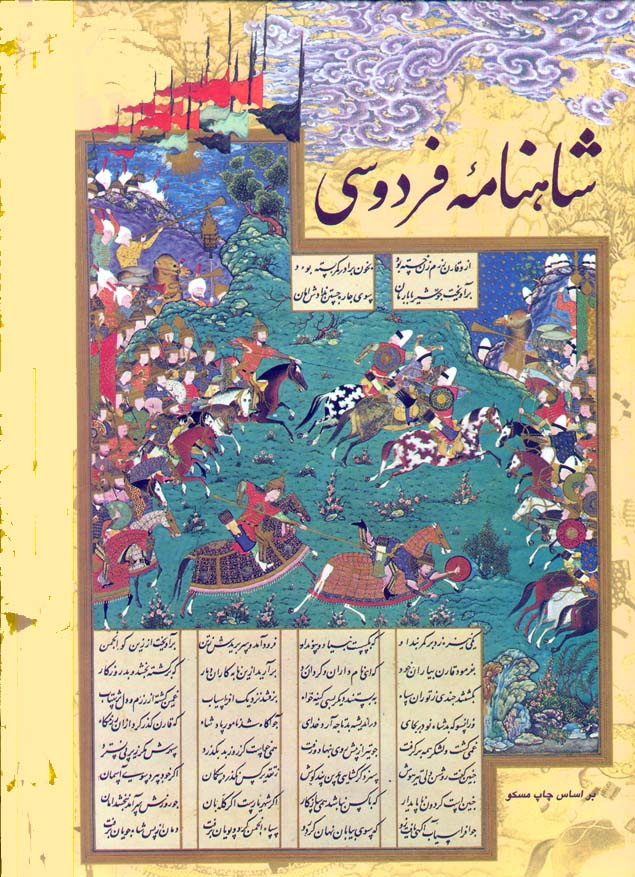
Šáhnáme
شاهنامه

Íránistika (persky ایرانشناسی‎) je filologický vědní obor zabývající se studiem jazyka, historie, literatury, umění a kultury íránských národů. Íránistika je součástí širšího vědního oboru známého jako orientalistika.

## Íránistika v Českých zemích
Íránistika jako obor se začala rozvíjet od konce 19. století. Studium bylo součástí širšího oboru orientální kultury. Zásluhou Jana Rypky se po roce 1925 stala íránistika samostatným oborem. Mezi Rypkovy pokračovatele a současně i pracovníky Orientálního ústavu patřili Jiří Bečka (1915–2004), Věra Kubíčková-Stivínová (1918–2009) a Jan Marek (* 1931).
K další generaci českých íránistů patří např. Zuzana Kříhová (* 1979).